# Hoechst (barwnik)

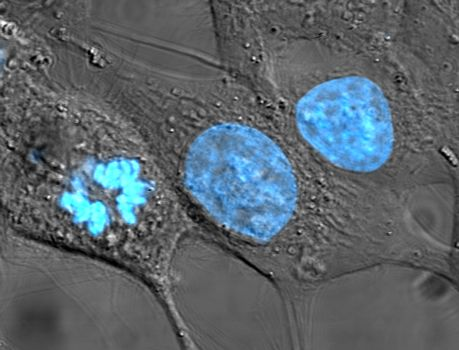
Obraz transmisyjny komórek HeLa z nałożonym sygnałem z jąder komórkowych wybarwionych Hoechst 33258

Hoechst – grupa barwników fluorescencyjnych zawierających układ bis-benzimidazolowy, wybarwiających DNA poprzez przyłączenie się w małym rowku helisy DNA. Powszechnie używany do wybarwiania jąder komórkowych, chromosomów lub mitochondriów (poprzez wizualizację DNA) w mikroskopii fluorescencyjnej. Najpopularniejsze z rodziny są barwniki Hoechst 33258 oraz Hoechst 33342. Nazwa tych barwników pochodzi od nazwy niemieckiej firmy farmaceutycznej Hoechst AG.
Barwniki te (33258 i 33342) są wzbudzane światłem ultrafioletowym przy długości fali świetlnej około 345 nm. Maksimum emisji wypada przy około 485 nm (kolor niebiesko-fioletowy). Ponieważ Hoechst przenika przez nienaruszone błony biologiczne, może być używany do wybarwiania zarówno żywych komórek jak i utrwalonych i często bywa używany jako substytut innego barwnika – DAPI. Różnica pomiędzy nimi, wynika z tego, że Hoechst 33342, wyposażony w dodatkową grupę etylową, jest bardziej lipofilowy, w związku z czym lepiej przenika przez nienaruszone błony biologiczne. Z kolei Hoechst 33258, w niektórych zastosowaniach, ma znacząco mniejszą zdolność penetracji komórek.
Barwniki Hoechst nadają się także do ilościowego oznaczania DNA w próbie, gdyż siła ich sygnału jest wprost proporcjonalna do ilości DNA (por. prawo Lamberta-Beera).
Ponieważ Hoechst wiążą się bardzo ściśle z DNA na zasadzie interkalacji i tym samym wpływają na jego strukturę, i mogą zaburzać replikację, związki te są toksyczne i mutagenne. Przy pracy z Hoechst powinno się zachować szczególną ostrożność.
|  |  |